# Ульшма

Ульшма — река в Костромской области России.

## Общие сведения
Исток находится в болотистой местности северо-западнее бывшей деревни Ульшма. Протекает в юго-восточном направлении по территории Кологривского района. Впадает в реку Княжую в 21 км от её устья по правому берегу. Длина реки составляет 29 км, площадь водосборного бассейна — 129 км². Основной приток — река Великая (справа).

## Данные водного реестра
По данным государственного водного реестра России относится к Верхневолжскому бассейновому округу, водохозяйственный участок реки — Унжа от истока до устья, речной подбассейн реки — Бассейн притоков Волги ниже Рыбинского водохранилища до впадения Оки. Речной бассейн реки — (Верхняя) Волга до Куйбышевского водохранилища (без бассейна Оки).
По данным геоинформационной системы водохозяйственного районирования территории РФ, подготовленной Федеральным агентством водных ресурсов:
- Код водного объекта в государственном водном реестре — 08010300312110000015518
- Код по гидрологической изученности (ГИ) — 110001551
- Код бассейна — 08.01.03.003
- Номер тома по ГИ — 10
- Выпуск по ГИ — 0